# Hal Braham
Pour les articles homonymes, voir Braham.
Hal Braham, né en 1911 et mort en 1994 en Californie aux États-Unis, est un écrivain américain, auteur de roman policier et de roman western.

## Biographie
Sous son nom ou sous un des pseudonymes, il écrit des nouvelles pour des pulps ou des magazines comme Black Mask, True (en) ou Look.
En 1952, il publie son premier roman, The Big Fix signé Mel Colton et en 1956, Tranche de mort (Murder in Brief) signé Merril Trask.

## Œuvre

### Romans

#### Romans signés Hal Braham
- Camp Nuts (1941) (coécrit avec Shannon Day et Marian Grant)
- Call Me Deadly (1957)

#### Romans signés Mel Colton
- The Big Fix (1952)
- Double Take (1953)
- The Big Woman (1953)
- Never Kill A Cop (1953)
- Point of No Escape (1955)

#### Roman signé Merril Trask
- Murder in Brief (1956)
  - Tranche de mort, Série noire no 376 (1957)

### Nouvelles

#### Nouvelle signée Hal Braham
- The World's Champions (Fight-Fantasy) (1952)

#### Nouvelles signées Mel Colton
- No Time to Burn (1949)
- Thicker Than Blood (1949)
- Kill and Make Up (1950)
- Her Perfect Frame (1950)
- Recruit for the Owlhoot Pack (1950)
- Murder on Account (1955)
- Justice on the Death Prowl (1956)
- Red Death (1957)

## Filmographie
- 1942 : Tramp, Tramp, Tramp, film américain réalisé par Charles Barton

## Sources
- Claude Mesplède, Les années "Série noire" : bibliographie critique d'une collection policière, vol. 1 : 1945-1959, Amiens, Editions Encrage, coll. « Travaux » (no 13), 1992 (ISBN 978-2-906-38934-2), p. 229.
- Claude Mesplède et Jean-Jacques Schleret, SN, voyage au bout de la Noire : inventaire de 732 auteurs et de leurs œuvres publiés en séries Noire et Blème : suivi d'une filmographie complète, Paris, Futuropolis, 1982 (OCLC 11972030), p. 361